# Ticketmaster
Ticketmaster Entertainment, Inc. est une société américaine monopolistique spécialisée dans la vente et la distribution de billets de spectacles et d’événements sportifs. Opérant dans plusieurs pays de par le monde, son siège se trouve à West Hollywood, Californie. Habituellement, ses clients (arénas, stades ou théâtres) proposent leurs spectacles au public et elle agit comme fournisseur de logiciel de billetterie, leur permettant de commercialiser des billets par Internet, téléphone ou à des guichets.

## Histoire
En février 2009, TicketsNow, filiale de Ticketmaster, est accusée de revendre à prix surélevé les billets d'un spectacle de Leonard Cohen. De plus, ces billets ont été mis en vente avant même que Ticketmaster, revendeur officiel, ne les mette en vente. Elle fait l'objet de multiples accusations semblables depuis plusieurs années : par exemple, les autorités canadiennes ont décidé d'étudier le bien-fondé de ces accusations. Au Canada, Ticketmaster fait l'objet en février 2009 d'une poursuite pour le gonflement injustifié du prix des billets.
Ticketmaster a favorisé la revente de billets sur des marchés secondaires, car elle en tire des profits supplémentaires.
En 2010, Ticketmaster fusionne avec l'organisateur Live Nation, pour devenir Live Nation Entertainment.
En novembre 2010, la société absorbe l'entreprise française Ticketnet. En 2016, Ticketmaster fait l’acquisition de Tickethour, un distributeur de billetterie sportive.
En mai 2024, un groupe de pirates - les ShinyHunters - revendique le piratage de 560 millions d'utilisateurs de la plateforme. Le message est suffisamment pris au sérieux pour que le FBI propose son aide au gouvernement australien. Le groupe de pirates a mis en vente les données piratées sur un forum du dark web pour 500 000 dollars (soit 460 000 euros).